# Cyrtolobus sculpta
Cyrtolobus sculpta är en insektsart som beskrevs av Leon Fairmaire. Cyrtolobus sculpta ingår i släktet Cyrtolobus och familjen hornstritar. Inga underarter finns listade i Catalogue of Life.